# Bleed American
Bleed American é o quarto álbum de estúdio da banda Jimmy Eat World, lançado a 18 de Julho de 2001.
O disco foi certificado Platina pela RIAA, vendendo mais de 1 milhão de cópias nos Estados Unidos, sendo certificado igualmente platina no Canadá.

## Faixas
Todas as faixas por Jimmy Eat World, exceto em "A Praise Chorus".
| N.º | Título                                  | Duração |  |
| 1.  | "Bleed American"                        | 3:02    |  |
| 2.  | "A Praise Chorus"                       | 4:03    |  |
| 3.  | "The Middle"                            | 2:46    |  |
| 4.  | "Your House"                            | 4:46    |  |
| 5.  | "Sweetness"                             | 3:40    |  |
| 6.  | "Hear You Me"                           | 4:45    |  |
| 7.  | "If You Don't, Don't"                   | 4:33    |  |
| 8.  | "Get It Faster"                         | 4:22    |  |
| 9.  | "Cautioners"                            | 5:21    |  |
| 10. | "The Authority Song"                    | 3:38    |  |
| 11. | "My Sundown"                            | 5:40    |  |
| 12. | "(Splash) Turn Twist" (edição japonesa) | 4:09    |  |

## Tabelas
| Tabela (2001)       | Posição |
| ------------------- | ------- |
| Billboard 200       | 31      |
| Top Internet Albums | 24      |

## Créditos
- Jim Adkins – Vocal, guitarra, percussão, baixo em "Your House", piano, órgão em "My Sundown"
- Rick Burch – Baixo, vocal
- Zach Lind – Bateria, percussão em "Your House" e "My Sundown"
- Tom Linton – Guitarra, vocal, órgão em "Hear You Me"
- Davey von Bohlen – Vocal de apoio em "A Praise Chorus"
- Mark Trombino – Percussão em "Your House"
- Rachel Haden – Vocal de apoio em "Hear You Me", "If You Don't, Don't", "Cautioners" e "My Sundown"